# Prîiatne Svidannea, Bahciîsarai
Prîiatne Svidannea (în ucraineană Приятне Свідання) este un sat în așezarea urbană Poștove din raionul Bahciîsarai, Republica Autonomă Crimeea, Ucraina.

## Demografie
Componența lingvistică a localității Prîiatne Svidannea
     Rusă (58,18%)
     Tătară crimeeană (27,57%)
     Ucraineană (12,15%)
     Alte limbi (0,47%)
Conform recensământului din 2001, majoritatea populației localității Prîiatne Svidannea era vorbitoare de rusă (58,18%), existând în minoritate și vorbitori de tătară crimeeană (27,57%) și ucraineană (12,15%).